# Астрелін Ігор Михайлович
Астрелін Ігор Михайлович (5 лютого 1942, Троїцьке — 23 жовтня 2020, Київ) — декан хіміко-технологічного факультету Національного технічного університету України «Київський політехнічний інститут», доктор технічних наук, професор, заслужений діяч науки і техніки України.

## Життєпис
Астрелін Ігор Михайлович народився 5 лютого 1942 р. у м. Троїцьке Челябінської області в родині військового льотчика. Навчання у середній школі починав у Санкт-Петербурзі, а закінчував школу вже в Києві.
1964 р. — закінчив Київський політехнічний інститут.
1965 р. — у Київському політехнічному інституті (нині Національний технічний університет України «Київський політехнічний інститут»): асистент, доцент.
1973–76 рр. — завідувач кафедри хімії та хімічної технології у Аннабінському технічному університеті (Алжир).
1983 р. — завідувач кафедри технології неорганічних речовин та загальної хімічної технології у Національному технічному університеті України «Київський політехнічний інститут».
1990 р. — отримав звання доктора технічних наук.
1990 р. — отримав звання професора.
2000 — декан хіміко-технологічного факультету Національного технічного університету України «Київський політехнічний інститут».

## Громадська та організаційна діяльність
Здійснює активну науково-методичну і організаційну роботу з розвитку та вдосконалення вищої технічної освіти України.
Завдяки ініціативі та наполегливості професора І.М. Астреліна співробітники та студенти кафедри беруть участь у міжнародних навчальних і наукових проектах (Water Harmony, Erasmus+) із провідними університетами Норвегії, Німеччини, Польщі, Шрі-Ланки, Китаю, Білорусі, Казахстану, Таджикистану, Киргизії, Молдови.
За його участю створено філії кафедри в багатьох інститутах НАН України. Вперше в КПІ (і в Україні) організовано навчання студентів-магістрів за системою подвійного диплома з Університетом науки і технології міста Ле-Манн (Франція).
Є членом Галузевої ради з розроблення стандартів Всеукраїнського галузевого об'єднання організацій роботодавців хімічної промисловості.

## Наукова діяльність
Розробляє теоретичні та технологічні засади виробництва неорганічних речовин (фосфоромістких та комплексних добрив, неорганічних кислот, каталізаторів, сорбентів, коагулянтів), прикладної екології. Досліджує теоретичні закономірності іонно-молекулярних взаємодій та рівноваги в фосфоро- та фторомістких системах.
Створив наукові засади і напрями з теорії та технології нового виду комплексних (суспендованих) добрив уперше в Україні. Під керівництвом науковця виконані наукові й технологічні розробки, спрямовані на розвиток та вдосконалення процесів підготовки природної води та очищення промислових стічних вод.
Автором і співавтор понад 480 наукових праць, 47 патентів, автором 15 підручників та монографій, понад 40 навчально-методичних розробок. Його статті опубліковано у фахових виданнях України, країн СНД, США та Європи, він є офіційним рецензентом багатьох наукових журналів.
Під науковим керівництвом І. М. Астреліна захищено 4 докторські та 15 кандидатських дисертацій; він був головою фахової ради з ліцензування та акредитації, багато років був членом і керівником експертної ради ВАК України, головою спецради із захисту докторських і кандидатських дисертацій.

## Нагороди
І. М. Астрелін нагороджений багатьма грамотами та дипломами, численними медалями та знаками, зокрема знаком МОН України «За наукові досягнення».
Заслужений діяч науки і техніки України, член Американського хімічного товариства, академік Академії наук вищої освіти України, член президії Європейської асоціації із захисту довкілля, Почесний професор Українського державного хіміко-технологічного університету.
Лауреат нагороди Ярослава Мудрого АН ВШ України.

## Публікації
- Utilization of «red mud» being a part of new effective adsorbent in water treatment [Архівовано 8 лютого 2018 у Wayback Machine.] / S. O. Kyrii, I. V. Kosogina, I. M. Astrelin, V. Yu. Mosiyuk // Вода і водоочисні технології. Науково-технічні вісті. – 2017. – № 1(21). – С. 3–11. – Бібліогр.: 25 назв.
- Обушенко, Т. І. Видалення синтетичних барвників зі стічних вод [Архівовано 8 лютого 2018 у Wayback Machine.] / Т. І. Обушенко, І. М. Астрелін, Н. М. Толстопалова // Комп'ютерне моделювання в хімії і технологіях та системах сталого розвитку — КМХТ-2014 : збірник наукових статей Четвертої міжнародної науково-практичної конференції, 13-15 травня 2014 року, м. Київ. – Київ: НТУУ «КПІ», 2014. – С. 216—221. – Бібліогр.: 4 назви.
- Літинська М. І. Забруднення природних вод арсеновмісними сполуками: причини та перспективні способи вирішення проблеми [Архівовано 8 лютого 2018 у Wayback Machine.] / М. І. Літинська, І. М. Астрелін, Н. М. Толстопалова // Вода і водоочисні технології. Науково-технічні вісті. – 2016. – № 1(18). – С. 13–22. – Бібліогр.: 25 назв.
- Прикладна хімія [Електронний ресурс]: методичні рекомендації до виконання домашньої контрольної роботи для студентів хіміко-технологічного факультету за напрямом 6.051301 «Хімічна технологія» [Архівовано 8 лютого 2018 у Wayback Machine.] / НТУУ «КПІ» ; уклад. І. В. Косогіна, І. М. Астрелін. – Електронні текстові данні (1 файл: 145 Кбайт). – Київ: НТУУ «КПІ», 2012. – 23 с.
- Регенерація каталізатора крекінгу гудрі цитратною кислотою [Архівовано 8 лютого 2018 у Wayback Machine.] / В. Ю. Черненко, Є. Г. Биба, А. І. Ворфоломєєв, О. Е. Чигиринець, С. Б. Шехунова, В. В. Пермяков, І. М. Астрелін // Міжнародна наукова конференція «Матеріали для роботи в екстремальних умовах — 6», 1 — 2 грудня 2016 року, м. Київ. – Київ: КПІ ім. Ігоря Сікорського, 2016. – С. 111—115. – Бібліогр.: 2 назви.
- The Efficiency of Coagulation Treatment Wastewater by Reagent Obtained from Waste Alumina Production [Архівовано 8 лютого 2018 у Wayback Machine.] / S. O. Kyrii, I. V. Kosogina, I. M. Astrelin, O. Yu. Kyrienko // Наукові вісті НТУУ «КПІ»: науково-технічний журнал. – 2015. – № 6(104). – С. 95–101. – Бібліогр.: 14 назв.
- Makarchuk O. V. Magnetic Clay Sorbent for the Removal of Dyes from Aqueous Solutions [Архівовано 8 лютого 2018 у Wayback Machine.] / O. V. Makarchuk, T. A. Dontsova, I. M. Astrelin // Наукові вісті НТУУ «КПІ»: науково-технічний журнал. – 2015. – № 6(104). – С. 109—114. – Бібліогр.: 11 назв.
- Nagirnyak S. V. One-Dimensional Tin (IV Oxide Nanostructures as Gas-Sensing Materials [Архівовано 8 лютого 2018 у Wayback Machine.] / S. V. Nagirnyak, T. A. Dontsova, I. M. Astrelin // Наукові вісті НТУУ «КПІ»: науково-технічний журнал. – 2015. – № 5(103). – С. 119—128. – Бібліогр.: 31 назва.
- Recycling of phosphogypsum in complex mineral fertilizer [Архівовано 8 лютого 2018 у Wayback Machine.] / I. M. Astrelin, G. V. Krimets, A. I. Molyuga, V. I. Suprunchuk // Наукові вісті НТУУ «КПІ»: науково-технічний журнал. – 2015. – № 2(100). – С. 113—118. – Бібліогр.: 18 назв.
- Remediation of anionic dye (bromphenol blue) from aqueous solutions by solvent sublation [Архівовано 8 лютого 2018 у Wayback Machine.] / T. I. Obushenko, N. M. Tolstopalova, O. Yu. Kulesha, I. M. Astrelin // Наукові вісті НТУУ «КПІ»: науково-технічний журнал. – 2015. – № 2(100). – С. 125—133. – Бібліогр.: 11 назв.
- Методичні рекомендації до виконання дипломного проекту освітньо-кваліфікаційного рівня «бакалавр» напряму підготовки 6.051301 «Хімічна технологія», спеціальності «Хімічна технологія неорганічних речовин» [Електронний ресурс] [Архівовано 8 лютого 2018 у Wayback Machine.] / НТУУ «КПІ» ; уклад. І. М. Астрелін, А. Л. Концевой, Ю. В. Князєв [та ін]. — Електронні текстові дані (1 файл: 604 Кбайт). — Київ: НТУУ «КПІ», 2009.
- Методичні рекомендації до виконання дипломної роботи (дисертації) освітньо-кваліфікаційного рівня «магістр» для студентів спеціальності 8.091602 «Хімічна технологія неорганічних речовин» хіміко-технологічного факультету [Електронний ресурс] [Архівовано 8 лютого 2018 у Wayback Machine.] / НТУУ «КПІ» ; уклад. І. М. Астрелін, А. Л. Концевой. — Електронні текстові дані (1 файл: 223 Кбайт). — Київ: НТУУ «КПІ», 2009.
- Методологія наукових досліджень [Електронний ресурс]: комп'ютерний практикум для студентів напряму підготовки 6.051301 «Хімічна технологія» професійного спрямування «Хімічні технології неорганічних речовин» [Архівовано 8 лютого 2018 у Wayback Machine.] / НТУУ «КПІ» ; уклад. А. Л. Концевой, І. М. Астрелін, С. А. Концевой. – Електронні текстові дані (1 файл: 2,31 Мбайт). – Київ: НТУУ «КПІ», 2012.
- Основи наукових досліджень [Електронний ресурс]: навчальний посібник [Архівовано 8 лютого 2018 у Wayback Machine.] / І. М. Астрелін, А. Л. Концевой, С. А. Концевой ; КПІ ім. Ігоря Сікорського. – Електронні текстові данні (1 файл: 11,38 Мбайт). – Київ: КПІ ім. Ігоря Сікорського, 2017. – 315 с.
- Сучасні проблемні питання хімічної технології неорганічних речовин [Електронний ресурс]: навчальний посібник для студентів спеціальності 8.05130101 «Хімічні технології неорганічних речовин» денної форми навчання [Архівовано 8 лютого 2018 у Wayback Machine.] / НТУУ «КПІ» ; уклад. Т. А. Донцова, І. М. Астрелін. – Електронні текстові дані (1 файл: 8,55 Мбайт). – Київ: НТУУ «КПІ», 2011.